# Andorras samregerande furstar
Andorras samregerande furstar (katalanska: Coprínceps d'Andorra) är de två personer som tillsammans fungerar som statschefer i Andorra.

## Historia

### Bakgrund
Enligt ett avtal tecknat år 1278 regerar biskopen av Urgell och greven av Foix tillsammans som samregerande furstar. Den grevliga titeln övergick senare till Frankrikes kung och slutligen till Frankrikes president.
Tidigare blev furstarna betalda av furstendömet. Detta innebar att biskopen fick pengar motsvarande 12 euro, sex skinkor, sex kycklingar och sex hela ostar i jämna år. Presidenten fick endast pengar värd 430 euro i udda år. Dessa betalningar har sedermera avskaffats.

### Senare år
År 2009 hotade presidenten Nicolas Sarkozy att avgå från sin furstepost, som protest mot Andorras starka banksekretess.
Andorras grundlag har sedan 1999 definierat de samregerande furstarna som landets statschefer, men det är Andorras premiärminister som utgör den verkställande makten i Andorra. De samregerande furstarna ska enligt landets grundlag ha personliga representanter på plats i Andorra.
Den nuvarande biskopen av Urgell, Josep-Lluís Serrano Pentinat, började i sitt ämbete den 31 maj 2025 då han utnämndes till biskop av påven. Emmanuel Macron började i sin tur i sitt ämbete den 14 maj 2017 då han svors in som Frankrikes president och omvaldes senare under 2022 för en ny femårsperiod.